# Raik Dittrich
Raik Dittrich (ur. 12 października 1968 w Sebnitz) – niemiecki biathlonista startujący w barwach NRD, dwukrotny medalista mistrzostw świata.

## Kariera
Pierwsze sukcesy w karierze osiągnął w 1987 roku, kiedy zdobył srebrny medal w sztafecie i brązowy w biegu indywidualnym na mistrzostwach świata juniorów w Lahti. Podczas rozgrywanych rok później mistrzostw świata juniorów w Chamonix zwyciężył w sztafecie.
W Pucharze Świata zadebiutował 24 stycznia 1988 roku w Anterselvie, kiedy zajął drugie miejsce w sztafecie. Pierwsze punkty zdobył 15 grudnia 1988 roku w Les Saisies, zajmując 21. miejsce w biegu indywidualnym. Nigdy nie stanął na podium indywidualnych zawodów tego cyklu, jednak łącznie pięciokrotnie dokonał tego w zawodach drużynowych. Indywidualnie najwyższą lokatę zajął 16 grudnia 1989 roku w Obertilliach, gdzie był czwarty w sprincie. Walkę o podium przegrał tam z Eirikiem Kvalfossem z Norwegii o 0,4 sekundy. Najlepsze wyniki osiągnął w sezonie 1989/1990, kiedy zajął 14. miejsce w klasyfikacji generalnej.
Podczas mistrzostw świata w Feistritz w 1989 roku wspólnie z Andreasem Heymannem, André Sehmischem i Steffenem Hoosem zajął trzecie miejsce w biegu drużynowym. Na rozgrywanych rok później mistrzostwach świata w Mińsku/Oslo/Kontiolahti razem z Markiem Kirchnerem, Birkiem Andersem i Frankiem Luckiem zwyciężył w tej samej konkurencji. Nigdy nie wystąpił na igrzyskach olimpijskich.

## Osiągnięcia

### Mistrzostwa świata
| Rok  | Miejscowość            | Konkurencje | Konkurencje | Konkurencje | Konkurencje | Konkurencje | Konkurencje | Konkurencje |
| Rok  | Miejscowość            | IN          | SP          | PU          | MS          | RL          | MR          | SR          |
| ---- | ---------------------- | ----------- | ----------- | ----------- | ----------- | ----------- | ----------- | ----------- |
| 1989 | Feistritz              | 56.         | –           | nd.         | nd.         | –           | nd.         | –           |
| 1990 | Mińsk/Oslo/Kontiolahti | –           | –           | nd.         | nd.         | –           | nd.         | –           |
| 1992 | Nowosybirsk            | nd.         | nd.         | nd.         | nd.         | nd.         | nd.         | –           |

### Puchar Świata

#### Miejsca w klasyfikacji generalnej
| Sezon     | Miejsce |
| --------- | ------- |
| 1988/1989 | 25.     |
| 1989/1990 | 14.     |
| 1990/1991 | -       |
| 1991/1992 | 46.     |

#### Miejsca na podium chronologicznie
Dittrich nigdy nie stanął na podium indywidualnych zawodów PŚ.